# Germaine Tambour
Pour les articles homonymes, voir Tambour.
Germaine Tambour (14 octobre 1903 - 2 mars 1945) est une résistante française pendant la Seconde Guerre mondiale.

## Biographie

### Origine familiale
Germaine Louise Tambour naît le 14 octobre 1903 à Paris 7e. Elle est la fille d'Alcide Tambour et d'Anne-Marie Tambour, née Aubin en 1873. 
Elle est la sœur de Madeleine Tambour.

### Vie civile
Avant la guerre, elle est secrétaire d'André Girard.

### Résistance active
Germaine Tambour fait partie successivement de plusieurs réseaux de Résistance (nom de code « Annette ») :
- Combat, d'Henri Frenay,
- réseau CARTE, d’André Girard[1], un peintre et affichiste dont elle avait été la secrétaire avant guerre,
- réseau DONKEYMAN, réseau rattaché Special Operations Executive (SOE), et dont le chef était Henri Frager,
- réseau Prosper - PHYSICIAN, du Special Operations Executive (SOE), dont le chef était Francis Suttill « Prosper »[2].

Son appartement du 38 avenue de Suffren, Paris XVe, où elle habite avec sa sœur Madeleine, sert de boîte aux lettres et de maison sûre pour un grand nombre d’agents du Special Operations Executive fin 1942 et début 1943, à commencer par Andrée Borrel et Francis Suttill à leur arrivée en France.

### Entre les mains des Allemands
Préfigurant l’effondrement général du réseau Prosper au début de l’été, elle est arrêtée, ainsi que sa sœur Madeleine, le 22 avril 1943, puis internée à Fresnes.
Inquiets, Francis Suttill et des membres de son équipe dirigeante (Armel Guerne, Jean Worms, Jacques Weil) montent une opération pour tenter de les faire évader en soudoyant un policier français. Mais l'opération échoue : au lieu de libérer les sœurs Tambour, le policier leur livre deux prostituées.
Une nouvelle tentative est faite par Suttill, à son retour d'Angleterre où il a été rappelé (du 15 au 20 mai). Cette fois-là, à la place des sœurs, ce sont des agents de l'Abwehr en uniforme qui se présentent où devait avoir lieu la remise. Francis Suttill et Gilbert Norman s'enfuient. C'est un échec définitif.
Au moment de l'effondrement du réseau Prosper, en juin-juillet 1943, Germaine Tambour est détenue à Fresnes.
Germaine et sa sœur Madeleine sont envoyées à Romainville, puis à Compiègne.
Elles sont finalement déportées ensemble au camp de Ravensbrück où elles arrivent le 1er avril 1944.
Un an plus tard, le 2 mars 1945 pour Germaine (Matricule 27551 KZ) puis le 4 mars 1945 pour Madeleine (Matricule 27552 KZ), elles sont exécutées dans la chambre à gaz.

## Reconnaissance
Une plaque commémorative apposée sur la façade de l'immeuble du 38, avenue de Suffren, lui rend hommage, ainsi qu'à sa sœur Madeleine et à Marie-Louise Monnet.

## Distinctions
Elle est reconnue « Morte pour la France » et « Déporté résistant »,.
- Médaille de la Résistance française à titre posthume (décret du 11 Mars 1947)[10],[11]

### Sources et liens externes
- Ressource relative aux militaires :   - Mémoire des hommes

- Fiche Tambour, Germaine, avec photographie sur le site Special Forces Roll of Honour.
- Richard Seiler, La tragédie du réseau Prosper, avril-août 1943, Pygmalion, 2003.
- Henri Noguères, Histoire de la résistance en France de 1940 à 1945, Famot, 1982.
- Jean Lartéguy et Bob Maloubier, Triple jeu, l'espion Déricourt, Robert Laffont, 1992.
- Jacques Bureau, Le Soldat menteur, Robert Laffont, 1992.
- Paul Guillaume, La Sologne au temps de l'héroïsme et de la trahison, Orléans, Imprimerie nouvelle, 1950.
- Dimitri Vicheney, Une page de la Résistance dans le XVe arrondissement. Les réseaux du S.O.E., article in Bulletin de la société historique et archéologique du XVe arrondissement de Paris, no 18, automne 2001, p. 5-17.